# Universiteit van Gladzor

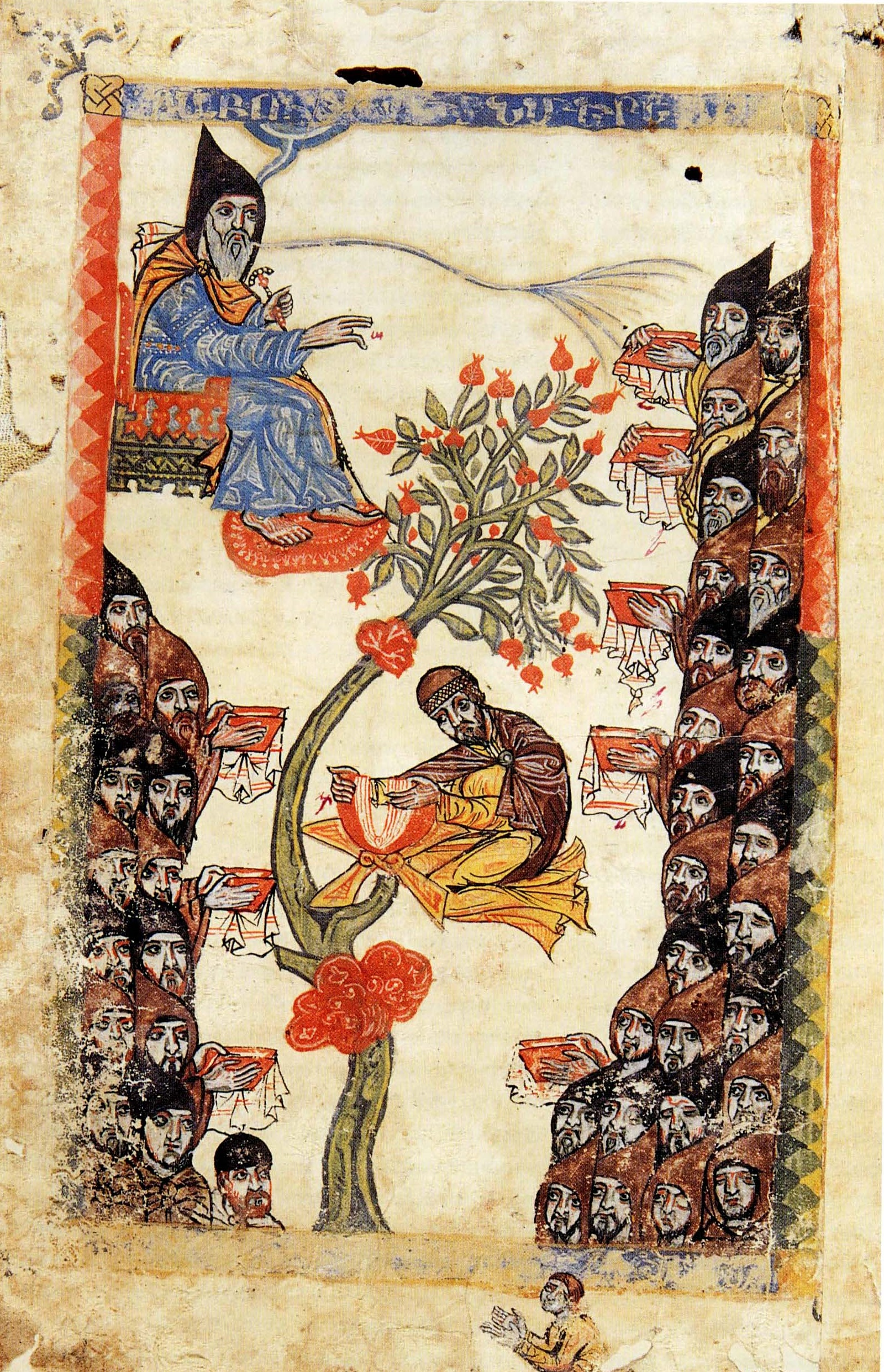
Aartsbisschop Esayi Ntchetsi (c. 1255-1338), geeft les aan de Universiteit van Gladzor.

Universiteit van Gladzor (ca. 1280-1340) (Armeens:Գլաձորի համալսարան, Gladzori hamalsaran) was een middeleeuwse Armeense universiteit, een van de twee "grote centra van het leren" samen met de Universiteit van Tatev (circa 1340-1425). Beide instellingen, gegroeid uit en verbonden aan een klooster, hadden veel gemeen. De universiteit van Gladzor werd jaren lang geleid door Hovhannes Vorotnetsi en toen ze gesloten werd, richtte Voronetsi de universiteit van Tatev op. De Universiteit van Gladzor werd opgericht omstreeks 1280 door Nerses Mshetsi van Mus.
Over de exacte vestigingsplaats van de universiteit zijn de historici het nog steeds niet eens, sommigen denken aan het Tanadeh klooster (Gladzor), maar dat wordt niet algemeen aanvaard.
Uit de bewaarde manuscripten van de instelling blijkt duidelijk dat ze haar reputatie van Tweede Athene volop verdiende. Naast de theologie, verplicht vak in een kloosterschool, werd er ook wiskunde, geografie, biologie, astronomie, fysica, moraalleer, economie, politiek, esthetica en retorica onderwezen. Daarnaast was er aan beide instellingen ook een opleiding voor het schrijven en verluchten van handschriften gekoppeld. Bekende studenten van de middeleeuwse universiteit waren onder meer: Stepanos Orbelian, de filosofen Yesayi Nchetsi en Hovhannes Vorotnetsi, de architect Momik en de miniaturisten Toros Taronatsi en Avag. De Gladzor evangeliën nu in de Charles E. Young Research Library aan de University of California in Los Angeles is een van de bekende werken die in Gladzor ontstonden.
In 1990 werd de oude traditie nieuw leven ingeblazen door de oprichting van een moderne universiteit: de Yerevan Gladzor University.

## Weblinks
- Manuscripts and miniatures: Siunik.

## Galerij

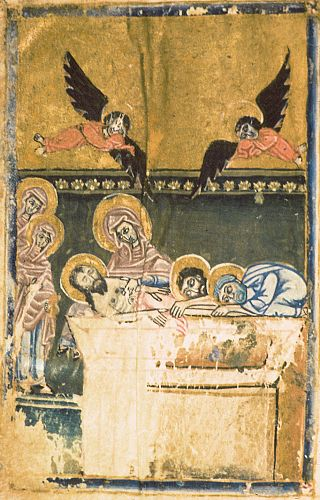
Nieuw Testement, Graflegging, Momik, Matenadaran MS 6792
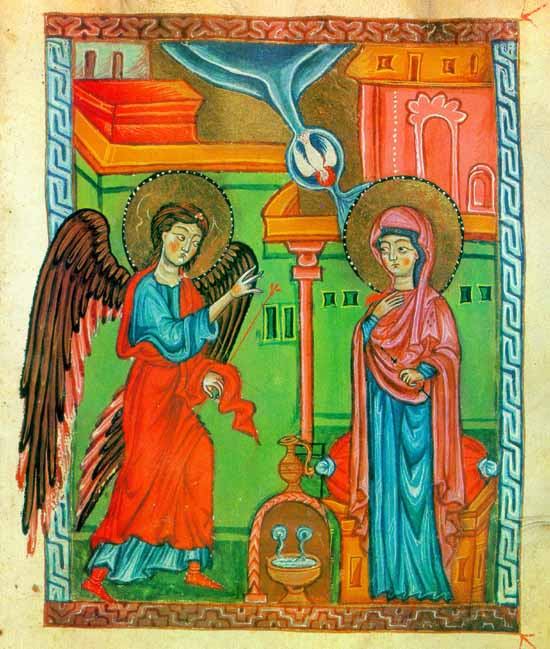
Gladzor klooster, Annunciatie, Toros Taronatsi, 1323
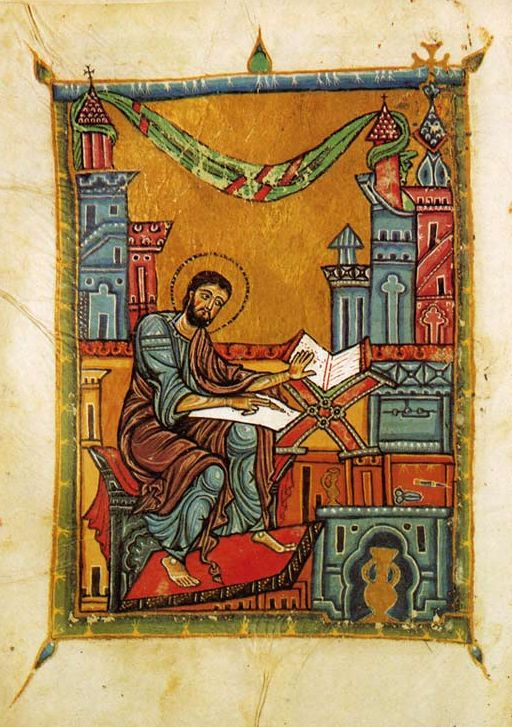
Evangelistenportret, Toros Taronatsi, Matenadaran Ms. 206
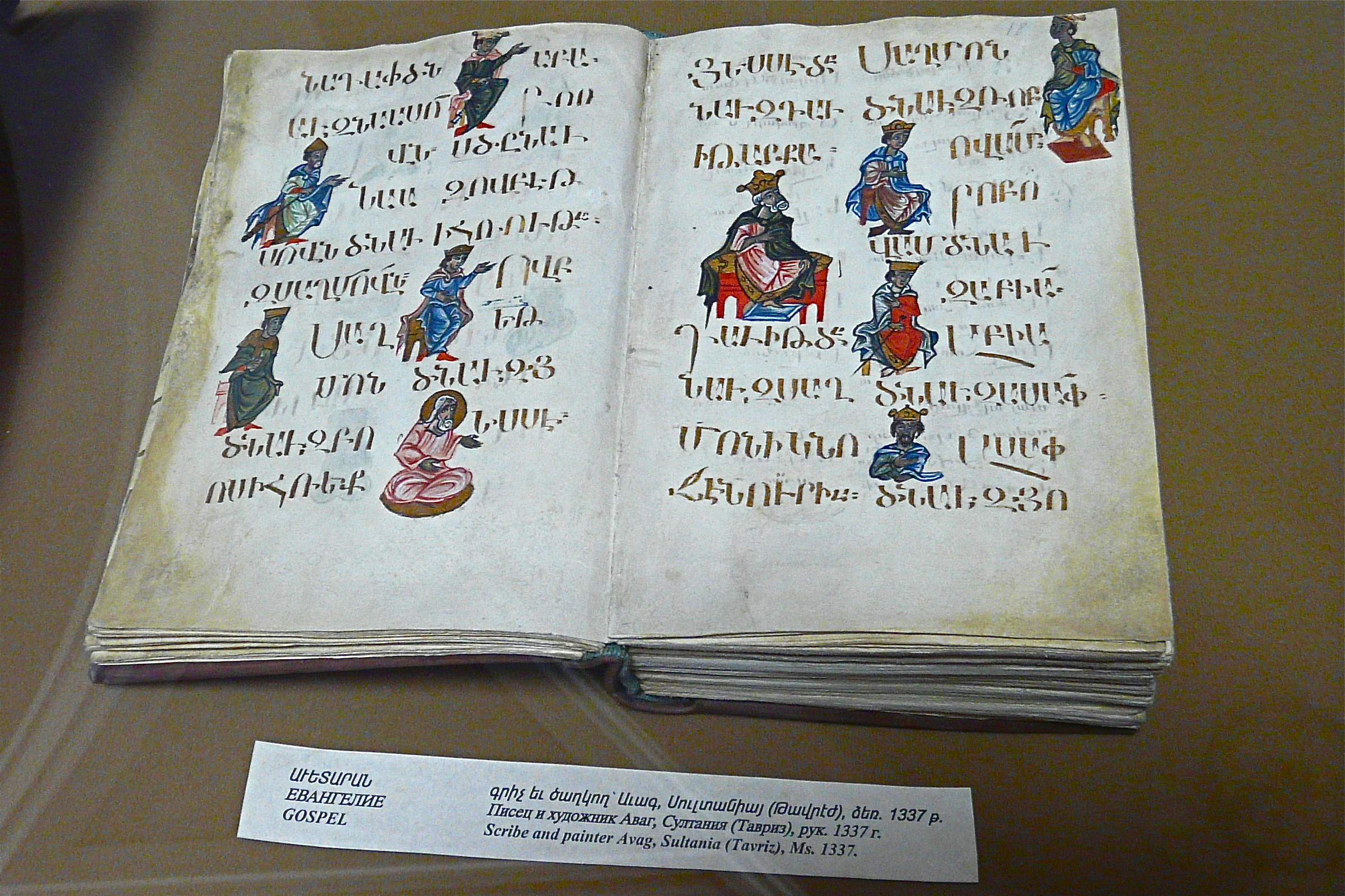
Evangelie, 1337, Avag